# Полевая улица (Ломоносов)
Полева́я улица — улица в городе Ломоносове Петродворцового района Санкт-Петербурга, в историческом районе Мартышкино. Проходит от Заводской улицы и улицы Кипренского до улицы Труда.
По версии Большой топонимической энциклопедии, название известно с 1955 года. Этимология не поясняется. Однако на плане Ораниенбаума начала XX века на месте нынешней Полевой улицы подписан Полевой переулок.

## Перекрёстки
- Заводская улица / улица Кипренского
- Тупиковый переулок
- Промышленный переулок
- Гражданский переулок
- улица Труда